# Guru Granth Sahib
Guru Granth Sahib je nejposvátnější kniha sikhismu. Jde o sbírku učení 35 autorů, včetně devíti prvních guruů, ale i sama kniha je sikhi pokládána za posledního, věčného gurua, který odpovídá na všechny otázky života (toto dogma neuznávají jen některé sikhské sekty). Jednotlivé texty se nazývají gurbání ("slovo guruů") a jsou ve verších. Kniha je psána v písmu gurmukhí, avšak v rozličných severoindických dialektech (severní Indie je hlavní centrum sikhismu): západní paňdžábštině (lahnda), bradžštině, lidové hindustánštině (chariboli), sindhštině, sanskrtu a dokonce i v perštině. Hlavními autory je šest sikhských guruú: Guru Nanak, Guru Angad, Guru Amar Das, Guru Ram Das, Guru Arjan a Guru Teg Bahadur.

## Historie
První verzi knihy, zvanou Adi Granth, sestavil pátý guru, Guru Arjan (1563-1606), aby kanonizací zamezil "lidové tvořivosti" místních náboženských vůdců, kteří si k textům hlavních guruú přidávali vlastní. Navázal tak na starší tradici, kdy každý guru sebral texty svého předchůdce. Navíc Arjan založil zvláštní tradici otevřenosti, kdy nabídl mudrcům jiných směrů a náboženství, aby do sbírky vložili některé své texty. Proto kniha obsahuje i učení jednoho sufistického (tedy muslimského) autora – Fariduddina Ganjshakara – a několika hinduistických filozofů (Ramananda, Kabir, Namdev). Desátý guru, Guru Gobind Singh, přidal nějaké další texty (jak velela tradice nikoli svoje, ale svého předchůdce) a prohlásil takto ukončenou knihu, nyní zvanou Guru Granth Sahib, za svého nástupce, po němž již nepřijde žádný žijící guru (tedy reinkarnace prvního gurua Nánaka). Aby myšlenky velkého filozofa sikhismu Guru Gobind Singha, který finální knihu sestavil, ale nepřispěl do ní, nezapadly, nechal jeho nástupce Banda Singh Bahadur (1670–1716) Gobindovy texty sebrat a vydal je v knize, která je v sikhismu také velmi ctěna a nese název Dasam Granth Sahib. Konečná verze Guru Granth Sahib vznikla roku 1704. Od této chvíle nesmí nikdo texty změnit, ani je přiblížit soudobé řeči (jako se to běžně děje například v nových vydáních Bible). Zpočátku sikhové dosti negativně reagovali i na překlady. To se změnilo zhruba ve druhé polovině 20. století. Do konce 19. století směly existovat jen ručně psané kopie knihy. Nakonec byla ale roku 1864 připravena první tištěná verze.

## Posvátnost

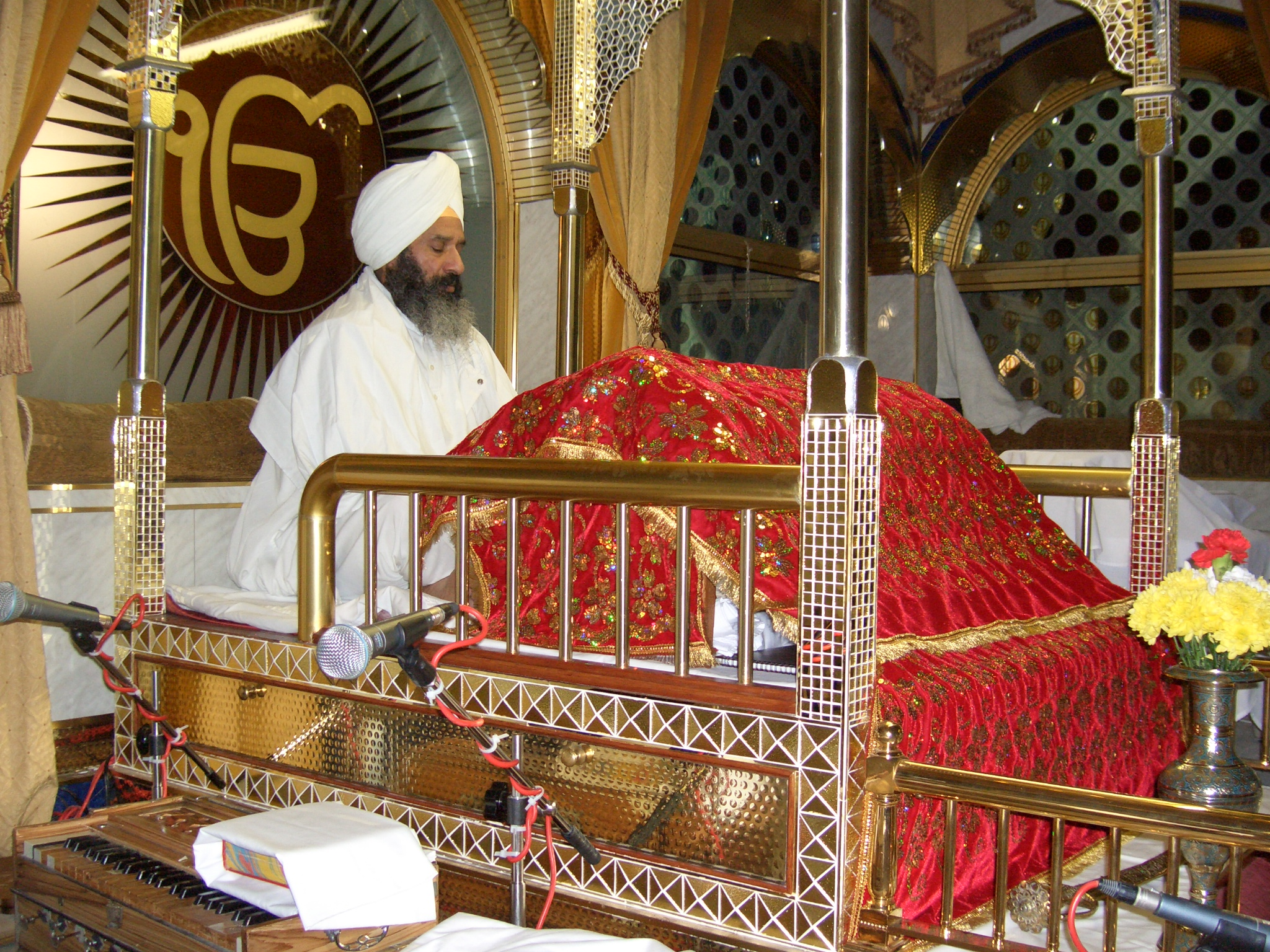
Trůn pro Guru Granth Sahib v sikhském chrámu

Guru Granth Sahib se nachází v každém sikhském chrámu, gurudváře, na čestném, vyvýšeném místě chráněném baldachýnem, které se nazývá takht (trůn). V přítomnosti knihy musí mít sikhové pokrytou hlavu a být bosí. Kniha by se také nikdy neměla dotknout země. Opatrovníci knihy v chrámu se nazývají granthi a dotýkají se knihy za pomoci utěrek zvaných rumala.
Kniha je psána ve verších podléhajících specifickému rytmu. Jednotlivé hymny jsou v chrámu předčítány nahlas, aby věřící mohl nejen vnímat obsah, ale aby se zároveň naladil na posvátnou zvukovou frekvenci a vystoupil z iluze materiálního světa. Předčítač knihy ovšem nemá pozici kněze, který by byl oproti ostatním věřícím ve výsadním postavení a nesmí ke slovům knihy přidávat žádná svá doplňující kázání či interpretace.
Revolučnost knihy spočívala v tom, že na rozdíl od drtivé většiny jiných náboženských knih v Indii nebyla napsána v posvátném jazyku sanskrtu, kterému rozumí jen vzdělanci, ale v lidových dialektech. Guru Amar Das (1479-1574) to vysvětlil takto: "Sanskrt je jako studna. Hluboký, nepřístupný a jen pro elitu. Ale jazyk lidu je jako dešťová voda - vždy čerstvá, bohatá a dostupná všem."

## Obsah
Pasáž, která představuje sikhský koncept božství, patří k nejstarším, je z pera Guru Nánaka a nazývá se Jup. Nának přišel se specifickou verzí monoteismu, vyzývá k uctívání jediného Boha, který "vyplňuje celý vesmír", zapovídá přitom uctívání model a jakýchkoli vnějších věcí poukazujících k Bohu (jež je typické v hinduismu), důraz je kladen na vnitřní prožívání věřícího, na vytvoření silného vnitřního láskyplného vztahu k Bohu. Klíčovou praktikou má být modlitba (například opakování věty "Nemůžu na něj nikdy zapomenout") a meditace. Jup se poměrně podrobně věnuje vypočítávání vlastností Boha, pro něž má být milován: tvůrčí síla, jeho dary lidstvu, jeho ctnosti, jeho velikost, krása, zájem o lidstvo atp. Bůh je nazýván různě: Pravý, Nekonečný pán, Nejvyšší z vrcholů, Poklad vznešenosti apod. V mnoha hymnech je bůh také nazýván prostě On.
Mnohokráte bylo religionisty upozorněno, že pozice severní Indie mezi hinduistickou jižní Indií a muslimskou Indií (dnešní Pákistán) jako kdyby v podobě sikhismu dala vzejít synkretickému mostu mezi islámem a hinduismem (z hinduismu převzal sikhismus koncepty jako samsára, reinkarnace, karma, z islámu monoteismus, posvátnost jedné knihy a obrazoborectví).
Guru Granth Sahib má i svou sociálně utopickou část, která popisuje společnost, ve které vládne božská spravedlnost a neexistuje žádný útlak. V knize je také často odmítán kastovní systém typický v hinduismu.

## Seznam autorů knihy
- Guru Nának Dev
- Guru Angad Dev
- Guru Amar Das
- Guru Ram Das
- Guru Arjan Dev
- Guru Tegh Bahadur
- Bhagat Kabir
- Bhagat Ravidas
- Bhagat Namdev
- Bhagat Beni
- Bhagat Bhikhan
- Bhagat Dhanna
- Bhagat Jayadeva
- Bhagat Parmanand
- Bhagat Pipa
- Ramananda
- Bhagat Sadhana
- Bhagat Sain
- Surdas
- Bhagat Trilochan
- Baba Sundar ji
- Bhai Mardana
- Fariduddin Ganjshakar
- Balvand Rai
- Bhatt Kalshar
- Bhatt Balh
- Bhatt Bhalh
- Bhatt Bhika
- Bhatt Gayand
- Bhatt Harbans
- Bhatt Jalap
- Bhatt Kirat
- Bhatt Mathura
- Bhatt Nalh
- Bhatt Salh